# Chilches
Chilches település Spanyolországban, Castellón tartományban. Chilches La Llosa, Moncofa és La Vall d'Uixó községekkel határos. Lakosainak száma 3094 fő (2024).

## Népesség
A település népessége az elmúlt években az alábbi módon változott:
| Lakosok száma | 2324 | 2550 | 2638 | 2872 | 2844 | 2853 | 2677 | 2679 | 2795 | 3094 |
|               | 2001 | 2004 | 2006 | 2009 | 2011 | 2014 | 2016 | 2019 | 2021 | 2024 |